# Чувашский мыс
Чува́шский мыс (Чуваший мыс, Подчуваший мыс, Потчеваш; сибирскотат. 
Патшабаш) — историческая местность на подножии Алафейской горы на берегу реки Иртыш вблизи г. Тобольска. Знаменит тем, что в этом месте 26 октября (5 ноября) 1582 года произошла решающая битва дружины Ермака с войском сибирского хана Кучума. К моменту похода Ермака на мысу находился татарский городок Чуваш-Тура.
Входит в состав регионального памятника природы Тюменской области «Киселёвская гора с Чувашским мысом». Включён в межрегиональный туристический проект «По следам Ермака».

## Летописи
Важнейшими источниками, содержащими сведения о топонимах Чувашева гора, Чувашская гора, Чувашский мыс, Чувашский городок, Чувашев городок, городок Чуваши, Чувашево, Чувашский град, о чувашах в Сибирском ханстве, являются сибирские летописи — Есиповская, Строгановская и Ремезовская (в состав последней вошёл Кунгурский летописец).
В сборнике «Сибирские летописи», где представлены Есиповская, Строгановская и Ремезовские летописи, 44 раза встречаются чувашские топонимы: Чувашьё, Чувашево, Чувашино, Чувашский мыс, Чувашская гора высокая, Чувашский городок, городок Чуваши, Чувашский град.

## Археологические исследования
В 1878—1879 гг. художник и краевед М. С. Знаменский произвёл раскопки на Чувашском мысу и нашёл металлические предметы и наконечники стрел. относившееся к сибирским татарам.
Археологические экспедиции 1970 и 1994 гг. подтвердили, что в средние века на Чувашском мысу находилось городище. К моменту похода Ермака в 1582 году на Чувашском мысу находился татарский городок Чуваш-Тура.
На мысу находятся 15 курганов, ограбленных ещё в XVIII—XIX вв.

## Название
По результатам исследования сибирских летописей Димитриев В. Д. делает вывод, что отряд служилых чувашей, отправленный казанским ханом Сафа-Гиреем в 1520-х гг. в г. Сибирь, был размещён на мысу, получившем в дальнейшем название Чувашский мыс. Воины-чуваши возвели там городок, укреплённый с двух сторон неглубоким рвом и низким валом. Городок обслуживали служилые чуваши и русские пушкари, в дальнейшем — их потомки. Сражение в октябре 1581 г. состоялось между отрядом Ермака и чувашами, а также прибывшим в Чувашский городок татарским и остяцко-вогульским отрядами во главе с ханом Кучумом.
М. С. Знаменский в своих очерках предполагал, что название «Под чуваш» переводится как «олений городок». В качестве доказательства Знаменский приводил сведения, что ещё в середине XIX в. на мысу валялось множество оленьих рогов.
Г. Ф. Миллер в своей «Истории Сибири», написанной по документальным и нарративным источникам, собранным им лично в составе Великой Сибирской экспедиции 1733—1743 гг., обратил внимание на чувашскую топонимику в Сибирских летописях и упоминания в них этноса чуваши. Касаясь воинов-чувашей в войске Кучума, оборонявших Чувашский городок (Чувашский град, городок Чувашево, городок Чуваши), академик пишет:

Этот городок был заселён, по всей вероятности, чувашами, которых хан когда-то вывез из Казани.— Миллер Г.Ф. История Сибири. T. I. С. 229.
Историк В. Д. Димитриев, опираясь на материалы Ремезовской летописи, связывает название Чувашского мыса с городком, возведённым воинами-чувашами.

24 статья. Во второе лето (своего воцарения, то есть в 1564 г. — В. Д.) ехавъ Кучюмъ в Казань и дочь Казанского царя Мурата взятъ въ жену и с нею многихъ Чювашъ и абызъ и рускаго полону людей и приехавъ на Сибирку пребываше славно— Ремезовская летопись по Мировичеву списку. — С. 319—320
 Перевод: «Во второй год [своего царствования, то есть в 1564 г. — В. Д.], отправившись в Казань, Кучум взял в жёны дочь казанского царя Мурата, а с ней множество чувашей и абызов, и русских пленников, и приехав на Сибирку, жил в почёте».
Поскольку к 1564 году Казанского ханства уже не существовало, а в перечне казанских ханов имя Мурат не встречается, то есть сомнения в достоверности изложенных в Ремезовской летописи событий.

61 статья. Октября въ 1 день изыдоша с Кучюмляны на брань до засеки в стругахъ и ту приступиша крепце, бияхуся с самемъ Кучюмомъ, хотяще взяти Чювашский градъ на горе Чювашской и ту засясти на зиму, да «пробудемъ в сидении сохранно», яко крепокъ бе Чювашский градъ окопми. И того дни бишася, и невредимы помощию великаго Бога проплывъ, вспять въ Атинской городокъ возвратишася и седоша ту.— Ремезовская летопись по Мировичеву списку. — С. 229–230
 Перевод: «И 1 октября вышли [казаки] на бой с кучумлянами в стругах к засеке и отсюда пошли на приступ, смело сражаясь с самим Кучумом, желая взять город Чувашский на горе Чувашской и здесь осесть на зиму, дескать, в осаде будем надежно укрыты, так как укреплен был город Чувашский окопами [редутами]. И в тот день сразившись, поплыли обратно невредимыми помощию великого Бога, в Атинский городок возвратились и засели в нём».

63 статья. Умыслиша же казацы на совершенный ударъ, и се брань четвёртая с Кучюмляны. Кучюму жъ стоящу на горе и с сыномъ его Маметкуломъ у засеки, егда жь казацы по воли Божии изыдоша изъ города единогласно глаголюще: «С нами Богъ, разумейте языцы и покаряйтеся, яко с нами Богъ». И разишася вси воедино, и бысть брань велия октября въ 23 день, емлющесь за руки, секуще противныя своя. Кучюму же с горы стреляющу, казацы жь огнемъ поганыхъ множество попаляша безъ исцелении, убивша; погании же, нудими Кучюмомъ, отъ казаковъ велми оскудеваша, плакашася, неволно биющеся, умирающе.— Ремезовская летопись по Мировичеву списку. — С. 330
 Перевод: «И тогда задумали все казаки завершающий удар, и была эта битва с кучюмлянами четвёртой. Кучум же стоял на горе у засеки с сыном своим Маметкулом. И тогда казаки по воле Божьей вышли из городка, единогласно восклицая: „С нами Бог! Подумайте, язычники, и покоритесь, потому что с нами Бог!“ И 23 октября началось сражение и произошла великая битва, дрались врукопашную, побеждая противников своих. Кучум же [с горы]стрелял. Казаки же из огнестрельного оружия множество нечестивых подстреляли, убивая насмерть. Нечестивые же, понуждаемые Кучумом, от казаков сильно пострадали, сражаясь не по своей воле, плакали, умирая».

64 статья. Оружия же не бе у Кучумлянъ, точию луки и стрелы, копия и сабли; бе же две пушки у Чювашъ; казацы жъ умолвиша голкъ ихъ; они же бросиша ихъ с горы в Ыртышъ. Стояще Кучюмъ на Чювашской горе и видевъ многое падение своихъ, зелно плакашеся самъ и вси погани, и повеле агуномъ и абызамъ своимъ вопити велми кумиромъ молитву свою, спяша бо боги ихъ; и безпомощенъ пребывъ и безчестенъ, нудимъ невидимою Божиею силою и помышля бежати; и бишася три дни безъ опочиву неотступно— Ремезовская летопись по Мировичеву списку. — С. 330
 Перевод: "Ружей же не было у кучумлян, только луки и стрелы, копья и сабли, у чувашей было две пушки, казаки заставили их умолкнуть, и те сбросили их с горы в Иртыш. Когда стоял Кучум на Чувашской горе, то, видя большие потери среди своих, молился со слезами сам и все неверные, приказав агунам и абызам своим взывать с мольбою к кумирам, но спали боги их, и оказался [Кучум] беспомощен и опозорен, тесним невидимою силой, и задумал бежать. А сражались три дня без сна неотступно.